# Сандэнс
«Са́ндэнс» (англ. Sundance Film Festival) — национальный американский кинофестиваль независимого кино. Проводится в Парк-Сити, штат Юта (США), в конце января каждого года.

## История

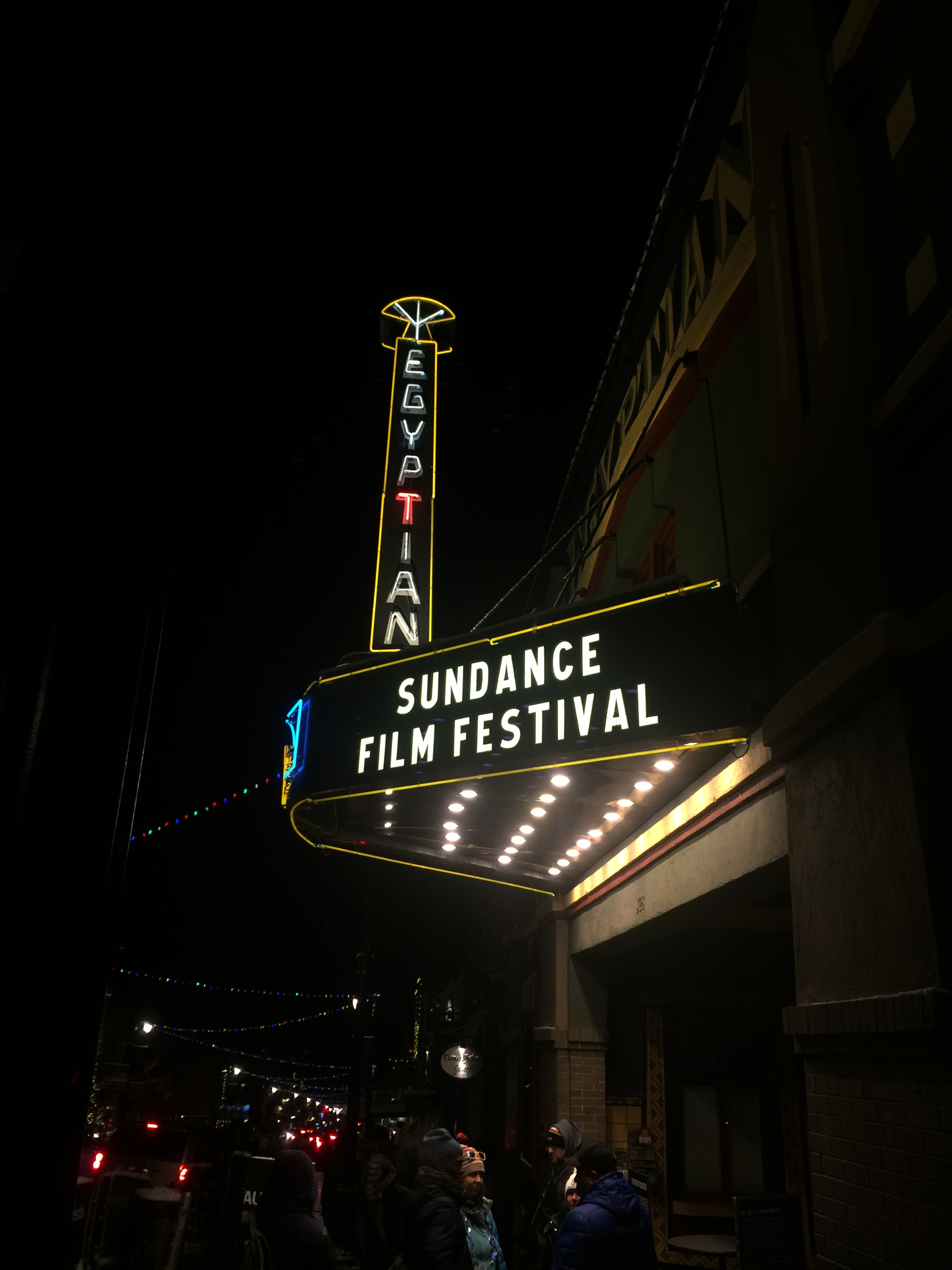
Mary G. Steiner Egyptian Theatre — одна из старейших и наиболее узнаваемых площадок фестиваля

Организатором кинофестиваля является Институт «Сандэнс» (англ. Sundance Institute), который был основан в 1981 году актёром Робертом Редфордом и группой его друзей и единомышленников для создания условий становления независимого американского кино. Кинофестиваль назван в честь сыгранного Р. Редфордом персонажа фильма «Бутч Кэссиди и Санденс Кид».
Институт Сандэнс является некоммерческой организацией, которая занимается открытием, развитием и поддержкой независимых кино- и театральных художников со всего мира, а также представляет их новые работы общественности.
Весной 1981 года десять начинающих кинематографистов были приглашены на первый кинофестиваль «Сандэнс», где в творческих лабораториях Института встретились с ведущими сценаристами и режиссёрами, которые помогли независимым сценаристам и кинорежиссёрам писать, снимать и компоновать отснятый материал.
В 1984 году было принято решение о расширении деятельности Института, и с того времени в программы Института Сандэнс входили и программы по развитию театрального искусства. Сейчас в Сандэнс входят молодёжные программы, интерактивные выставки и музыкальные концерты. Роберт Редфорд в настоящее время является президентом Института Сандэнс. Институт Сандэнс проводит творческие и практические семинары, например, по музыкальному оформлению кинофильмов, и занятия, посвящённые театральным постановкам, а также оказывает независимым деятелям искусства финансовую поддержку, предоставляя стипендии. Институт ведёт архив истории независимых фильмов «Коллекция Сандэнс» (англ. Sundance Collection), который находится в Калифорнийском университете в Лос-Анджелесе, с целью их сохранения.
Программа Института включает в себя ежегодный фестиваль «Сандэнс», который проходит в городе Парк-Сити, штат Юта, США в конце января каждого года и представляет собой международный кинорынок, где дистрибьюторские и сбытовые компании могут приобрести фильмы для показа в мировых кинотеатрах. Некоторые фильмы можно посмотреть в режиме онлайн на сайте кинофестиваля.
Первый международный фестиваль «Сандэнс» состоялся в 1985 году в Парк-Сити.
В марте 2025 года организаторы фестиваля объявили о его переезде в штат Колорадо в 2027 году. Одной из проблем, высказанных ветеранами фестиваля про штат Юта, была потенциальная политика нового места проведения кинофестиваля, ориентированная на свободу слова и возможностью показа сложных фильмов. Юта - консервативный штат и становится все более враждебно настроенным к инклюзивности. Законодательное собрание Юты недавно приняло законопроект, направленный на запрет флагов ЛГБТ на правительственных зданиях и школах. Это последовало за более ранним законом, который ограничивал трансгендерных людей в использовании туалетов и раздевалок, соответствующих их гендерной идентичности.

## История фестиваля
- 1-й по счёту фестиваль, 1985 год — в фестивале приняли участие 86 картин, в том числе фильм Мартина Скорсезе «Берта по прозвищу „Товарный вагон“» (англ. Boxcar Bertha), «Безумие-13» Фрэнсиса Форда Копполы, «Пурпурная роза Каира» Вуди Аллена.
- 2. 17-26 января 1986 г., Парк-Сити. В программе приняли участие 83 фильма.
- 3. 16-25 января 1987 г., Парк-Сити. В программе приняли участие 83 фильма.
- 4. 15-24 января 1988 г., Парк-Сити. Представлено 80 полнометражных фильмов и 26 короткометражных.
- 5. 20-29 января 1989 г., в программе 60 полнометражных фильмов и 30 короткометражных, в том числе «Скетинг-ринг» Чарли Чаплина.
- 6. 19-27 января 1990 г., принял участие 121 фильм, в том числе советский фильм «Игла», концерт Виктора Цоя и Юрия Каспаряна 25 января.
- 7. 1991 год, в программе фестиваля приняли участие 129 фильмов.
- 8. 19-27 января 1992 г., приняли участие 134 фильма, в том числе «Бешеные псы» режиссёра Квентина Тарантино
- 9. 1993 год, в программе принял участие 141 фильм.
- 10. 1994 год, приняли участие 169 фильмов, в том числе «Клерки» Кевина Смита.
- 11. 19-29 января 1995 г., Парк-Сити. 172 фильма.
- 12. 18-28 января 1996 г., участие приняли 184 фильма.
- 13. 16-26 января 1997 г., Парк-Сити. Всего 199 фильмов.
- 14. 15-25 января 1998 г., Парк-Сити. Принимали участие 187 фильмов, в том числе фильм Фейерверк режиссёра Такэси Китано.
- 15. 21-31 января 1999 г., Парк-Сити. В программе 185 фильмов.
- 16. 20-30 января 2000 г., Парк-Сити. В программе 197 фильмов.
- 17. 18-28 января 2001 г., Парк-Сити. Представлены 202 фильма, на главную награду номинировались фильмы Американский психопат с участием Кристиана Бейла, Фанатик режиссёра Генри Бина (получил гран-при фестиваля), Донни Дарко Ричарда Келли, Помни Кристофера Нолана.
- 18. 10-20 января 2002 г., были представлены 214 фильмов.
- 19. 16-26 января 2003 г., Парк-Сити. В программе 219 фильмов, на главный приз номинированы фильмы 28 дней спустя, «Шоу века» с участием Пенелопы Крус, приз получил фильм Американское великолепие.
- 20. 15-25 января 2004 г., Парк-Сити. В программе 226 фильмов, в том числе Эффект бабочки и Дневник мотоциклиста.
- 21. 20-30 января 2005 г., Парк-Сити. В программе участвовали 212 картин.
- 22. 19-29 января 2006 г. В честь 25-летия со дня открытия Sundance Institute фестиваль проходил в Парк-Сити, в городе Огден, на курорте Sundance Resort и в Солт-Лейк-Сити. Открывал фестиваль фильм «Положись на друзей», фильмом закрытия был «Альфа Дог». На фестивале 2006 года состоялась премьера фильмов:
  - «Счастливое число Слевина»
  - «Премия Дарвина»
  - «Иллюзионист»
  - «Маленькая мисс Счастье»
  - «Ночной слушатель»
  - «Наука сна»
  - «Тайная жизнь слов»
  - «Здесь курят»
- 23. 18-28 января 2007 г., фестиваль проходил в Парк-Сити, в городе Огден и в Солт-Лейк-Сити. Открывал фестиваль показ фильма «Chicago 10», завершился фестиваль показом фильма «Жизнеобеспечение» (англ. Life Support).
- 24. 17-27 2008 г., Парк-Сити. Открывал фестиваль фильм «Залечь на дно в Брюгге», закрывал фестиваль показ фильма «CSNY Déjà Vu» режиссёра Нила Янга. Российский режиссёр Анна Меликян получила премию фестиваля за фильм «Русалка» в номинации Мировое художественное кино — лучшая режиссура[2].
- 25. 15-25 января 2009 г., Парк-Сити. В фестивале участвовала 21 страна, из 3661 представленных картин к просмотру были отобраны 118 полнометражных художественных фильмов и 96 короткометражных. В программе фестиваля 87 мировых и 19 североамериканских премьер. Фестиваль начался с показа анимационного фильма «Мэри и Макс» о дружбе австралийской девочки и одинокого пожилого жителя Нью-Йорка. Россию на 25-м фестивале представлял 14-минутный короткометражный фильм «Pal/Secam» Дмитрия Поволоцкого. На фестивале 2009 года состоялись премьерные показы фильмов:
  - Операция «Мёртвый снег»
  - Я люблю тебя, Филлип Моррис
  - 500 дней лета
  - Информаторы
  - Посланник
  - Луна
- 26. 21-31 января 2010 года, Парк-Сити
- 27. 20-30 января 2011 года. Представлено 115 полнометражных картин из 28 стран мира. Главную награду получил фильм «Как сумасшедший» режиссёра Дрейка Доремаса (Drake Doremus). Главный приз среди документальных работ — фильм Картина Питера Ричардсона (Peter Richardson) «Как умереть в Орегоне»[2].
- 28. Завершился 29 января 2012 года. Главную награду получил фильм «Звери дикого Юга»[3], за лучшую операторскую работу (Ларс Скри) приз получил фильм «Поцелуй Путина»[4].
- 29. 17-27 января 2013 года. Фильм «Treffit» («Свидание») финского режиссёра Йенни Тойвониеми удостоен главного приза в номинации короткометражное кино[5].
- 30. 16-26 января 2014 года. Главную награду получил фильм «Одержимость» режиссёра Дэмиена Шазелла.
- 31. Февраль 2019 года. Главную награду получил фильм Чинонье Чукву «Помилование».
- 35. 19-29 января 2023 года. На фестивале состоялись премьерные показы следующих фильмов:
  - 20 дней в Мариуполе[6]
- 36. Январь 2024 года. Премьера канадского слэшера «Нежить», режиссёром которого выступил Крис Нэш[7].
- 37. 23 января 2025 года. Премьера фильма «2000 метров до Андреевки» режиссёра Мстислава Чернова[8].

## Кинофестиваль Сандэнс в поп-культуре
- Мультипликационный сериал «Южный Парк», сезон 2 эпизод 9 (209) «Солёные шоколадные яйца Шефа» (англ. Chef’s Chocolate Salty Balls). Эпизод о том, как Роберт Редфорд принимает решение проводить «Сандэнс» в Саут-Парке.
- Сериал «Красавцы», сезон 2, эпизод 7 «Sundance Kids». Главные герои приезжают в Парк-Сити для того, чтобы убедить режиссёра Джеймса Камерона взять Винсента Чейза (актёр Эдриан Гранье) на роль Аквамена в его новом фильме.
- Мультипликационный сериал «Симпсоны», сезон 19, эпизод 418—1918 «На каждый Сандэнс» англ. Any Given Sundance (название пародирует название фильма «Каждое воскресенье» с участием Аль Пачино), в котором Лиза представила документальный фильм о своей семье на кинофестивале «Сандэнс», Гомеру, Барту и Мардж становится стыдно после того, как они увидели себя со стороны; директор школы Сеймур Скиннер и инспектор Гари Чалмерс решают заняться кинобизнесом.
- В четвёртом сезоне сериала Californication продюсер упоминает, что фильм с идеей из книги Хэнка Муди, которую украла и выдала за свою Мия «Секс и насилие», выиграет гран-при Сандэнс.